# جزیره ون

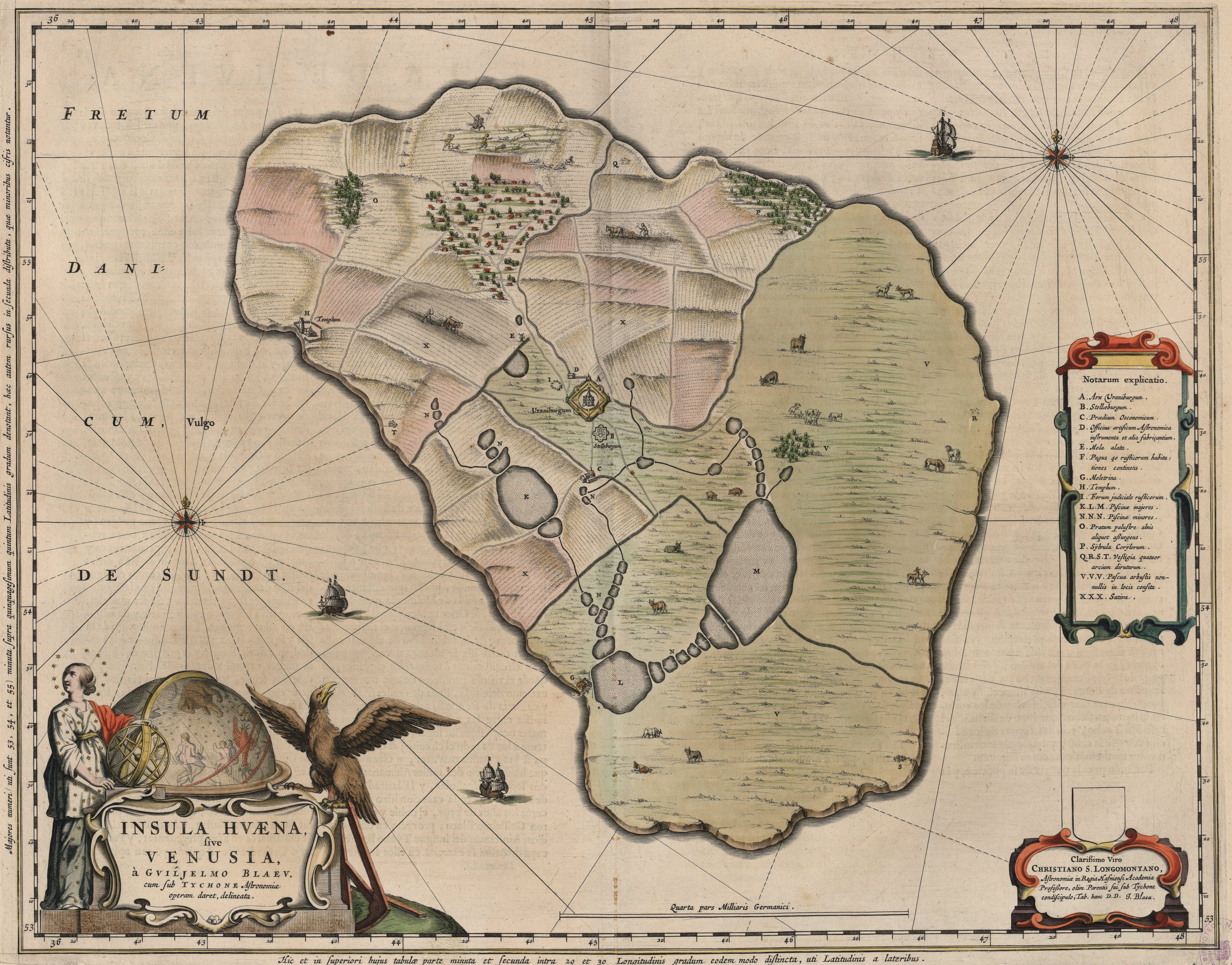
نقشهٔ جزیرهٔ ون با قلم‌زنی روی مس که در یک قرن پیش توسط ستاره‌شناس تیکو براهه ترسیم‌شده بود و در گردآوری اتلس بلاایو ۱۶۶۵ از آن استفاده شد.

جزیره ون (دانمارکی: Hven، املای قدیمی سوئدی Hven)، و (به انگلیسی: (Ven (Sweden)، یک جزیره کوچک سوئدی در تنگه اورسوند، بین اسکانیا و شیلند (دانمارک) است. این جزیره بخشی از شهرداری لاندسکرونا، در استان اسکونه است. این جزیره دارای ۳۷۱ نفر جمعیت و مساحت ۷٫۵ کیلومتر مربع است (۲٫۹ مایل مربع). در طول دههٔ ۱۹۳۰، جمعیت این جزیره در اوج خود حدود ۱۳۰۰ نفر بود. چهار روستا در این جزیره وجود دارد: Bäckviken، ماهی تن توسط، Norreborg و Kyrkbacken.
بر خلاف جزایر نسبتاً هموار اماگر و سالتهولم، ارتفاع ون در تنگه اورسوند با سواحل شیب داری که دارد چشمگیر است. این باعث می‌شود که این جزیره به راحتی از هر دو شیلند و اسکانیا، و همچنین از عرشهٔ کشتی‌هایی که از دریای بالتیک داخل و خارج می‌شوند قابل مشاهده باشد. خط ساحلی جنوبی اینجا شبیه صخره‌های سفید دوور، مونس‌کلینت و کیپ آرکنا است، اما به دلیل داشتن درجه بالاتری از شن و ماسه و مقدار پایین‌تری گچ، صخره‌های با ۵۰ متر ارتفاع (۱۶۰ پا)، زرد بیش از سفید هستند. تقریباً تمام جزیره متشکل از یک چشم‌انداز کشاورزی هموار است، اما مانند یک فلات مرتفع. با توجه به ارتفاع کمی بالاتر این جزیره، آب و هوا در آن به طور کلی شبیه به زمین‌های پایین ترِ مناطق ساحلی در اطراف تنگه اورسوند است.

## نگارخانه

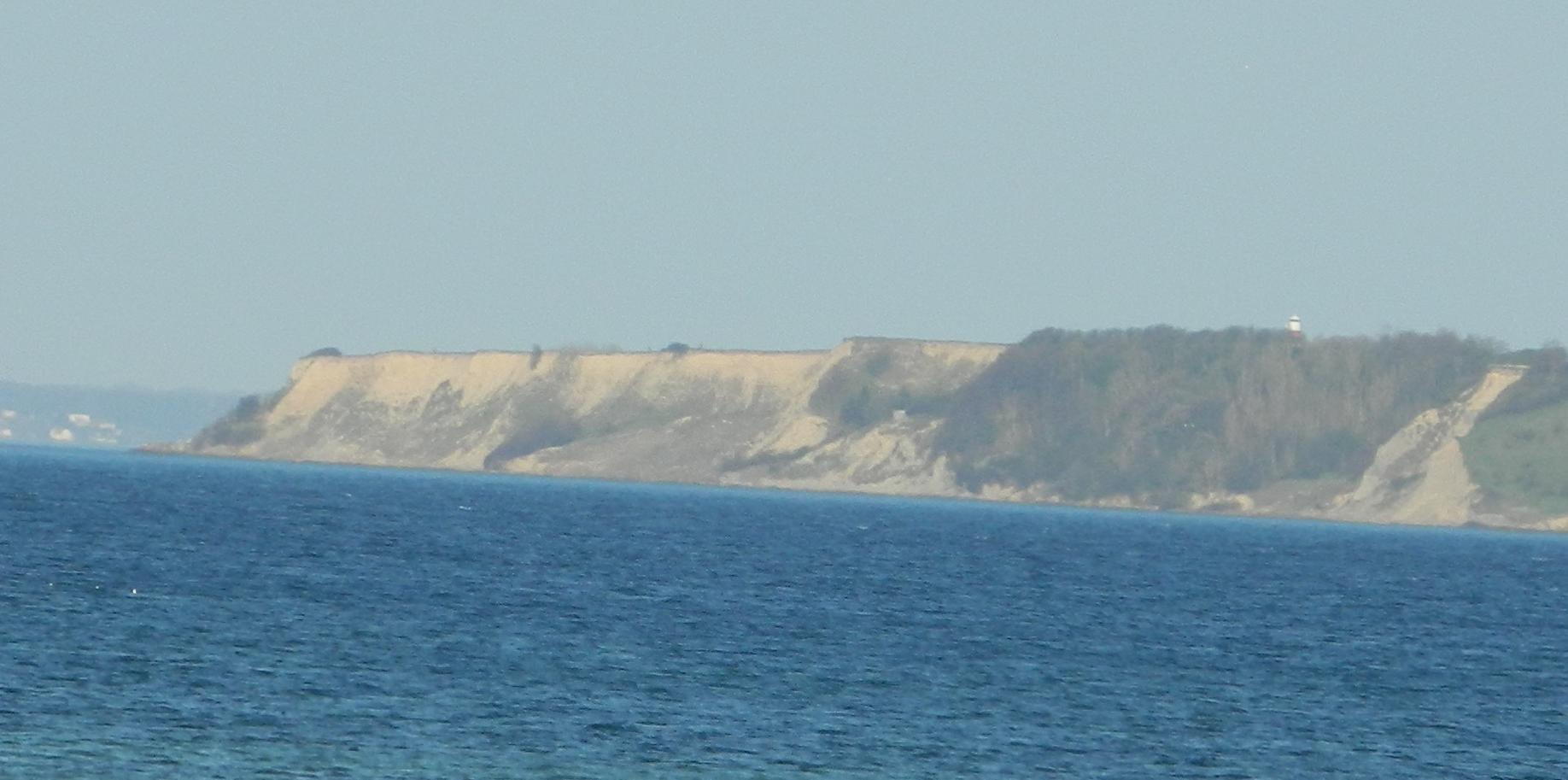
The dramatic southern coast. The yellowish rather than white colour of the cliffs indicates more sand than chalk.
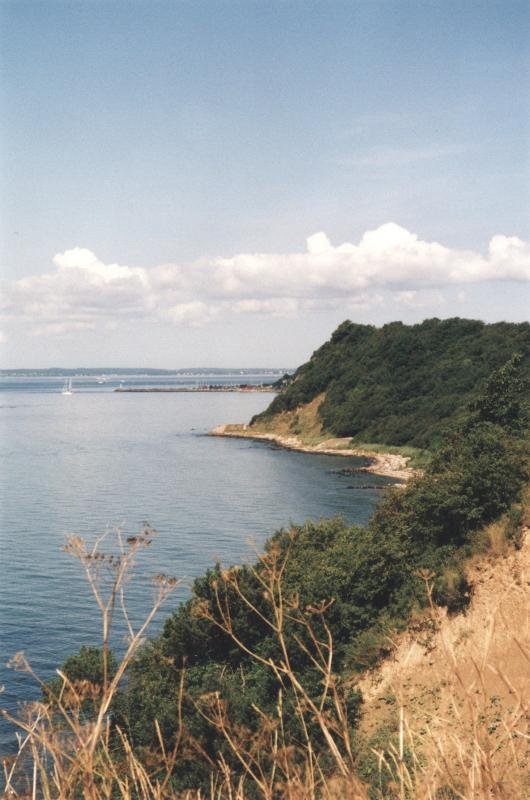
Backafall, the south-west coast of Ven
One of the fields of VenOne of the fields of Ven
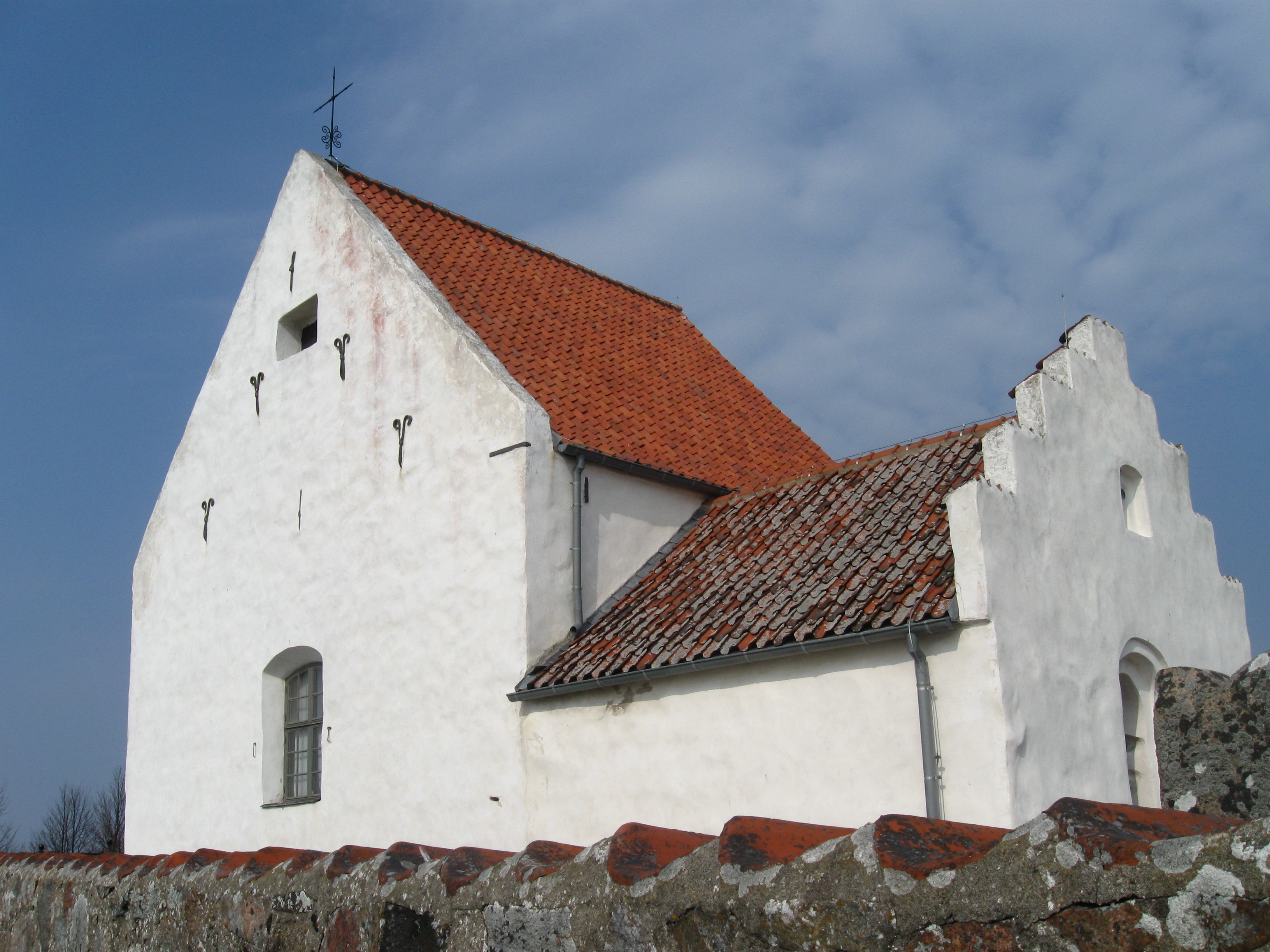
St Ibb's Church
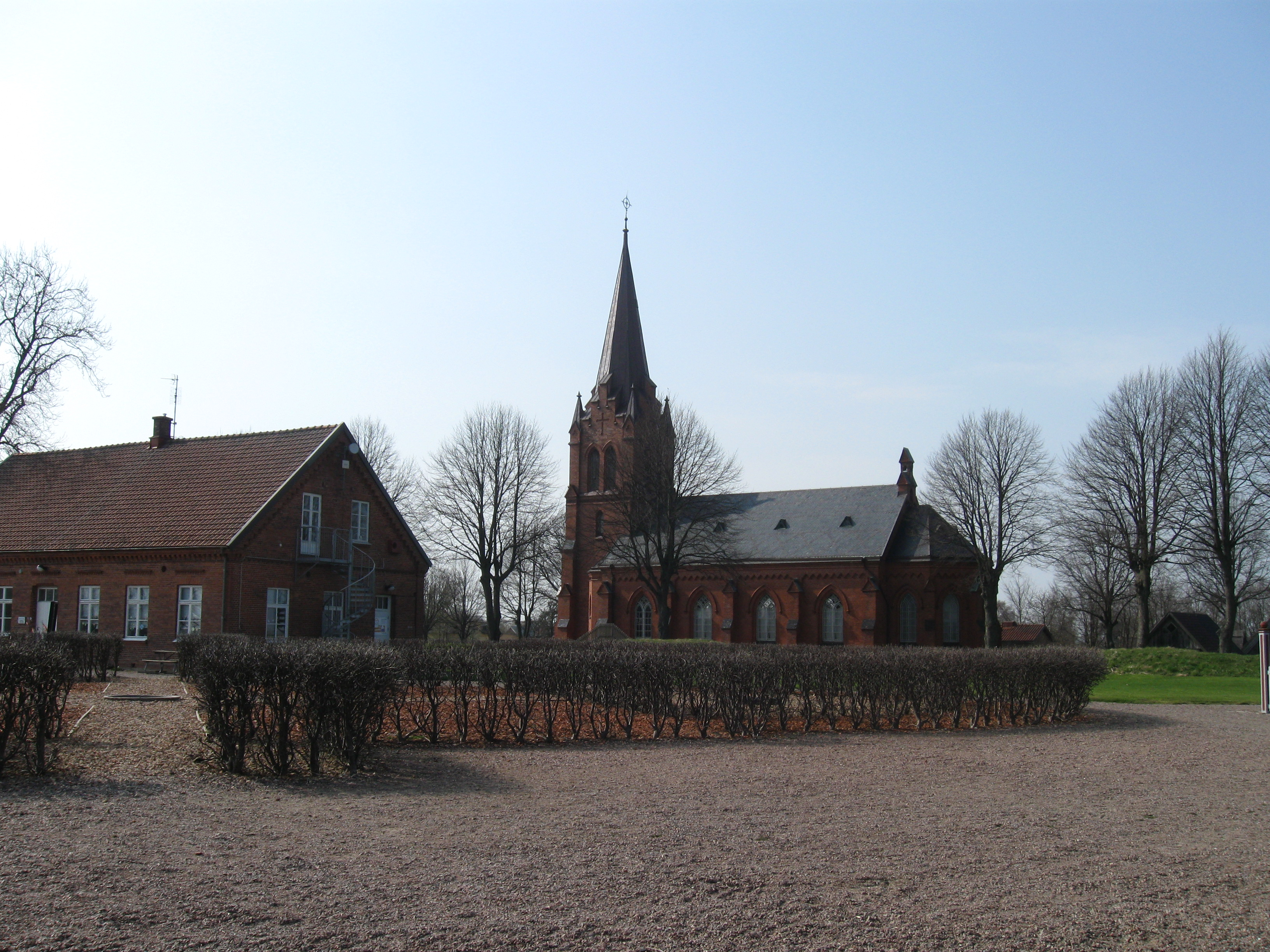
The New Church of Ven, currently a museum